# Jaroslav Janouch
Jaroslav Janouch (22. října 1903 Světlá nad Sázavou, Rakousko-Uhersko – 7. září 1970 Praha, Československo) byl spisovatel a redaktor knih pro děti a mládež, překladatel polské literatury. V letech 1918–1922 studoval na Učitelském ústavu v Kutné Hoře a poté na Škole vysokých studií pedagogických v Praze v letech 1922–1924. Byl redaktorem nakladatelství Vyšehrad v letech 1939–1945. V letech 1946–1947 byl šéfredaktor nakladatelství Atlas a časopisu Radostné mládí. Byl synem spisovatele Františka Janoucha vystupujícím pod pseudonymem Jaroslav Choltický. Jaroslav Janouch měl šest dětí. Jedním z dětí je akad. soch. Ladislav Janouch.

## Život a dílo
První literární práce publikuje v časopisech Forum, Cesta, Akord a Poesie. Sblížil se s katolicky orientovanými spisovateli jako byly Václav Renč, František Křelina, Josef Kostohryz, Jan Zahradníček a další. V roce 1931 společně s Josefem Heydukem zakládá literárně kritický časopis Blok, do něhož přispívali Durych, Halas, Hořejší, Hora, Vančura, Nezval a Závada. V letech 1934–1937 přispívá překlady polských básníků do časopisu Kvart, řízeném Vítem Obrtelem. Pro jeho životní orientaci bylo důležité setkání se svérázným filosofem, překladatelem a nakladatelem Josefem Florianem.
Pro jeho edici Dobré dílo překládá polské autory Cypriana Kamila Norwida a Stefana Żeromski. V Rozhledech po literatuře a umění publikuje četné informace o polské literatuře a zároveň zprostředkovává vydávání českých básníků v Polsku (Otokar Březina, Halas, Renč, Závada, Vítězslav Nezval, Jaroslav Seifert, Kamil Bednář). Po roce 1935 začíná psát recenze o dětské literatuře a také vydává své první knihy pro děti. V nakladatelství Vyšehrad řídí edice Raná setba, Dětské knihy Vyšehradu a Knihy pro mládež. Z jeho popudu zde vychází veršované knihy pohádek (např. Václav Renč, Jiří Trnka: Perníková chaloupka; Jan Alda, Jan Herink: Sůl nad zlato a další). Po roce 1948 odchází učit na zvláštní školy v Praze.
Jaroslav Janouch je syn Františka Janoucha učitele a ředitele měšťanských škol ve Světlé a Ledči nad Sázavou. František Janouch byl také spisovatel, který vydával své romány a povídky pod pseudonymem Jaroslav Choltický.

### Romány
- Pro čest a slávu (1940, 1941, 1947, 1970, 1978, 1990, 2002)
- Zajatci džungle (1943, 1947)
- Zpěv z pralesa (1943, 1946)
- Rytíř v žíněném rouchu (1947)
- Plachty nad oceánem (1967, 1978)
- U Toledské brány (1944, 1947, 1999)
- Uhlířská růže-rytíř Nelecha (2021)
- Bouře v údolí (román na pokračování), Lidové listy 1938
- Tvá či Boží (román na pokračování), Našinec 1939
- Dobrodružství v Brasilii (román na pokračování), Hospodář 1939
- Vřesová panenka (román na pokračování), Lidové Listy 1940

### Poezie
- Měsíční hodiny (2000)

### Pohádky
- Rozmarné pohádky (1937, 1939?)
- Pohádka za pohádkou (1941, 1946)
- Ve stínu jabloně (1957)
- Kouzelný bubínek (2007)
- Křišťálové zrcadlo (1944)
- Krejčí Očko a trpaslíci (zveršoval Vojtěch Janouch 2010)
- Čarovné housličky (2011)
- Kamenné stádo (2013)

## Překlady

### Pro mládež
- Charles Dickens: Oliver Twist (1947)
- Frederick Marryat: Miloslav Vlnovský: Ztroskotání lodi Pacific (1948)
- Andrij Čajkovskij: Kozácká pomsta (1941)
- Cesarina Lupati: Norimberské loutky (1942)

### Poezie
- Hrst písku; Od Norwida po… překlady polské poezie (2009)

### Další překlady z polské literatury
- Henryk Sienkiewicz: Křižáci (1949, 1955, 1959, 1971, 1977, 1995, 2002, 2008, 2019)
- Zofia Kossak-Szczucka: Křižáci (1948, 1976)
- Kornel Makuszynski: Člověk v noci nalezený (1933)
- Zofia Kossak-Szczucka: O Kristovu korunu (1937)
- Zofia Kossak-Szcucka: Legenda o svatém Mikuláši z Prstnice (1938)
- Zofia Kossak-Szczucka: Malomocný král (1958)
- Zofia Kossak-Szczucka: Puškař Orbano (1939)
- Jerzy Andrzejewski: Mír v duši (1941)
- Jerzy Andrzejewski: Řád srdce (1947)
- Wacław Berent: Živé kameny (1937)
- Cyprian Norwid: Litanie k nejsvětější Panně Marie (1934)
- Stefan Żeromski: Mučedníci (1937)
- Sergiusz Piasecki: Král hranice (1938, 1980)
- Sergiuzs Piasecki: Milenec hvězd (1938, 1980)
- Hana Malewská: Jaro Řecka (1960)
- Kazimierz Przerwa-Tetmajer: Legenda Tater (1953)
- Kornel Makuszyński: Okřídlený chlapec (1934)
- Józef Korzeniowski: Šlechtická vesnice (1956)
- Józef Korzeniowski: Spekulant (1956)
- Wanda Wasilewská: Ujařmená země (1950)
- Stefan Godlewski: Tahiti nejkrásnější (1960)